# Football League 2024-2025 (Gibilterra)
La Football League 2024-2025 è stata la 6ª edizione dell'omonima competizione e la 125ª globale, iniziata il 16 agosto 2024 e terminata il 4 maggio 2025.
Il Lincoln Red Imps è la squadra campione in carica. che si è confermato campione anche in questa stagione per la sua ventinovesima volta della sua storia.

## Stagione

### Formula
La formula del torneo non prevede cambiamenti rispetto all'edizione precedente.
Le 11 squadre partecipanti giocano un girone di andata e ritorno, per un totale di 20 giornate. Le prime sei classificate si qualificano per il Championship Group, un girone sola andata, per un totale di 5 ulteriori giornate, al termine delle quali la prima classificata è campione di Gibilterra e ottiene la qualificazione per la UEFA Champions League 2025-2026, mentre la seconda classificata si qualifica per la UEFA Conference League 2025-2026. Non sono previste retrocessioni.

## Squadre partecipanti
| Squadra          | Stagione precedente    |
| ---------------- | ---------------------- |
| FCB Magpies      | 3° in National League  |
| College 1975     | 11° in National League |
| Europa FC        | 8° in National League  |
| Europa Point     | 4° in National League  |
| Glacis United    | 9° in National League  |
| Lincoln Red Imps | Campione di Gibilterra |
| Lions Gibraltar  | 10° in National League |
| Lynx             | 7° in National League  |
| Manchester 62    | 6° in National League  |
| Mons Calpe       | 5° in National League  |
| St Joseph's      | 2° in National League  |

## Prima fase
|  | Pos. | Squadra          | Pt | G  | V  | N | P  | GF | GS | DR  |
|  | ---- | ---------------- | -- | -- | -- | - | -- | -- | -- | --- |
|  | 1.   | St Joseph's      | 54 | 20 | 17 | 3 | 0  | 53 | 13 | +40 |
|  | 2.   | Lincoln Red Imps | 51 | 20 | 16 | 3 | 1  | 57 | 7  | +50 |
|  | 3.   | Europa FC        | 43 | 20 | 13 | 4 | 3  | 49 | 19 | +30 |
|  | 4.   | Manchester 62    | 34 | 20 | 10 | 4 | 6  | 45 | 28 | +17 |
|  | 5.   | FCB Magpies      | 34 | 20 | 11 | 1 | 8  | 48 | 28 | +20 |
|  | 6.   | Lions Gibraltar  | 28 | 20 | 8  | 4 | 8  | 33 | 33 | 0   |
|  | 7.   | Glacis United    | 19 | 20 | 6  | 1 | 13 | 29 | 52 | -23 |
|  | 8.   | College 1975     | 18 | 20 | 5  | 3 | 12 | 18 | 39 | -21 |
|  | 9.   | Lynx             | 17 | 20 | 5  | 2 | 13 | 25 | 51 | -26 |
|  | 10.  | Mons Calpe       | 13 | 20 | 4  | 1 | 15 | 23 | 54 | -31 |
|  | 11.  | Europa Point     | 4  | 20 | 0  | 4 | 16 | 14 | 70 | -56 |

Legenda:
      Ammesse al Championship Group
Note:

Tre punti a vittoria, uno a pareggio, zero a sconfitta.
In caso di arrivo di due o più squadre a pari punti, la graduatoria verrà stilata secondo la classifica avulsa tra le squadre interessate che prevede, in ordine, i seguenti criteri:
- Punti generali
- Differenza reti generale
- Reti realizzate in generale
- Partite vinte in generale
- Partite vinte in trasferta
- Punti negli scontri diretti
- Differenza reti negli scontri diretti
- Differenza reti generale
- Sorteggio

## Championship Group
|                       | Pos. | Squadra          | Pt | G  | V  | N | P  | GF | GS | DR  |
| --------------------- | ---- | ---------------- | -- | -- | -- | - | -- | -- | -- | --- |
| Gibilterra (bandiera) | 1.   | Lincoln Red Imps | 66 | 25 | 21 | 3 | 1  | 68 | 7  | +61 |
|                       | 2.   | St Joseph's      | 66 | 25 | 21 | 3 | 1  | 65 | 15 | +50 |
|                       | 3.   | Europa FC        | 52 | 25 | 16 | 4 | 5  | 60 | 29 | +31 |
|                       | 4.   | Manchester 62    | 40 | 25 | 12 | 4 | 9  | 49 | 34 | +15 |
| [ 3 ]                 | 5.   | FCB Magpies      | 37 | 25 | 12 | 1 | 12 | 52 | 38 | +14 |
|                       | 6.   | Lions Gibraltar  | 28 | 25 | 8  | 4 | 13 | 35 | 49 | -14 |

Legenda:
      Campione di Gibilterra e ammesso alla UEFA Champions League 2025-2026
      Ammesso alla UEFA Conference League 2025-2026
Note:

Tre punti a vittoria, uno a pareggio, zero a sconfitta.
In caso di arrivo di due o più squadre a pari punti, la graduatoria verrà stilata secondo la classifica avulsa tra le squadre interessate che prevede, in ordine, i seguenti criteri:
- Punti generali
- Differenza reti generale
- Reti realizzate in generale
- Partite vinte in generale
- Partite vinte in trasferta
- Punti negli scontri diretti
- Differenza reti negli scontri diretti
- Differenza reti generale
- Sorteggio